# コスタ・タワー浦和

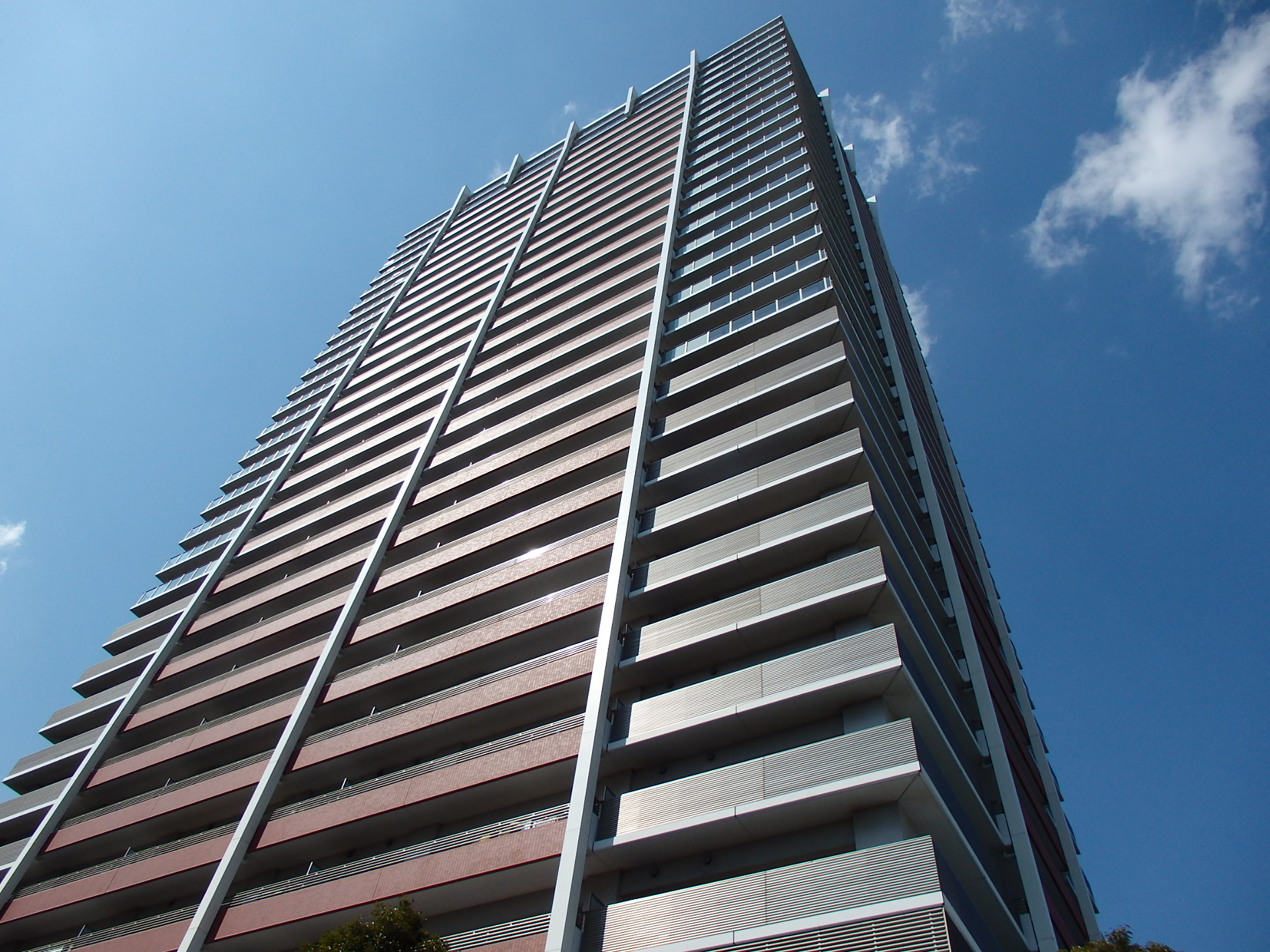
コスタ・タワー浦和（南側から）

コスタ・タワー浦和（コスタ・タワーうらわ）は、埼玉県さいたま市浦和区に所在する超高層マンションである。同時に分譲された低層棟コスタ・レジデンス浦和が隣接している。浦和駅周辺では最高層の建築物である。

## 概要
浦和駅西口南第四地区再開発事業が再開発組合により実施された。0.8haが事業範囲で、北側の街区をA街区として31階建の超高層タワーを建設し、区画道路を挟んで南側をB棟として9階建て40戸（うち地権者7戸）のレジデンス棟（敷地面積1267.49平方メートル、建築面積664.95平方メートル、延床面積4115.51平方メートル、駐車台数= 22台）を建設した。一部の部屋を地権者に割り当て、残りを大京がライオンズマンションコスタ・タワー浦和、ライオンズマンションコスタレジデンス浦和として分譲した。周辺では浦和駅西口南再開発事業としてすでにエイペックスタワー浦和などの超高層タワーが竣工している。敷地北側に都市計画道路田島大牧線があり、同時に整備を行った。

## 沿革
- 1987年（昭和62年）2月 - 浦和駅西口南地区再開発推進協議会を設立。
- 1988年（昭和63年） - 浦和駅西口南地区市街地再開発等調査A実施。
- 1990年（平成2年） - 浦和駅西口南地区市街地再開発等調査B実施。
- 1990年（平成2年）4月 - 浦和駅西口南再開発事務所を設立。
- 1991年（平成3年）8月 - 岸四Eブロック再開発協議会設立（第四街区）。
- 1997年（平成9年）4月 - 第四街区再開発準備組合が設立。
- 2000年（平成12年）1月 - 浦和駅西口南第四地区再開発事業の都市計画が決定。
- 2000年（平成12年）2月 - 特定業務代行者の公募。
- 2000年（平成12年）9月 - 特定業務代行者として大京・大林組特定業務代行共同体を選定。
- 2000年（平成12年）11月 - 大京・大林組と特定業務代行基本契約を締結。
- 2000年（平成12年）11月 - 準備組合事務所を開設。
- 2002年（平成14年）6月 - 事業計画認可（市街地再開発組合設立認可）。
- 2003年（平成15年）7月 - 権利変換計画認可。
- 2003年（平成15年）12月 - 建設工事が着工する。
- 2006年（平成18年）2月 - 建物が竣工。
- 2006年（平成18年）3月 - 入居開始。

## 再開発前
戸建て住居が密集し、商店街も形成されていたが、防災に問題があった。浦和駅から近いことからも都市機能強化や商業施設の整備を目的に再開発の機運が高まっていった。昭和62年に協議会が設置されてから完成までちょうど19年ほどかかった。

## コスタ浦和商店会
タワー棟とレジデンス棟の低層部に、再開発以前に対象地区にあった岸町4丁目中通り商店会の会員で、地権者でもある事業所が再開発後に新たな商店会を立ち上げ、店舗を設置した。会員数19店の商店会となっている。コンビニエンスストアのローソンも一角に入居する。クリスマスの時期にはタワー周辺の木々のイルミネーションも行っている。

## 周辺
- エイペックスタワー浦和
- 田島大牧線
- 浦和ワシントンホテル
- シティハウス浦和高砂
- さいたま市立高砂小学校
- 伊勢丹浦和店
- 浦和コルソ
- 調神社